# Kniphofia foliosa
Kniphofia foliosa är en grästrädsväxtart som beskrevs av Ferdinand von Hochstetter. Kniphofia foliosa ingår i Fackelliljesläktet som ingår i familjen grästrädsväxter.
Artens utbredningsområde är Etiopien. Inga underarter finns listade i Catalogue of Life.

## Bildgalleri

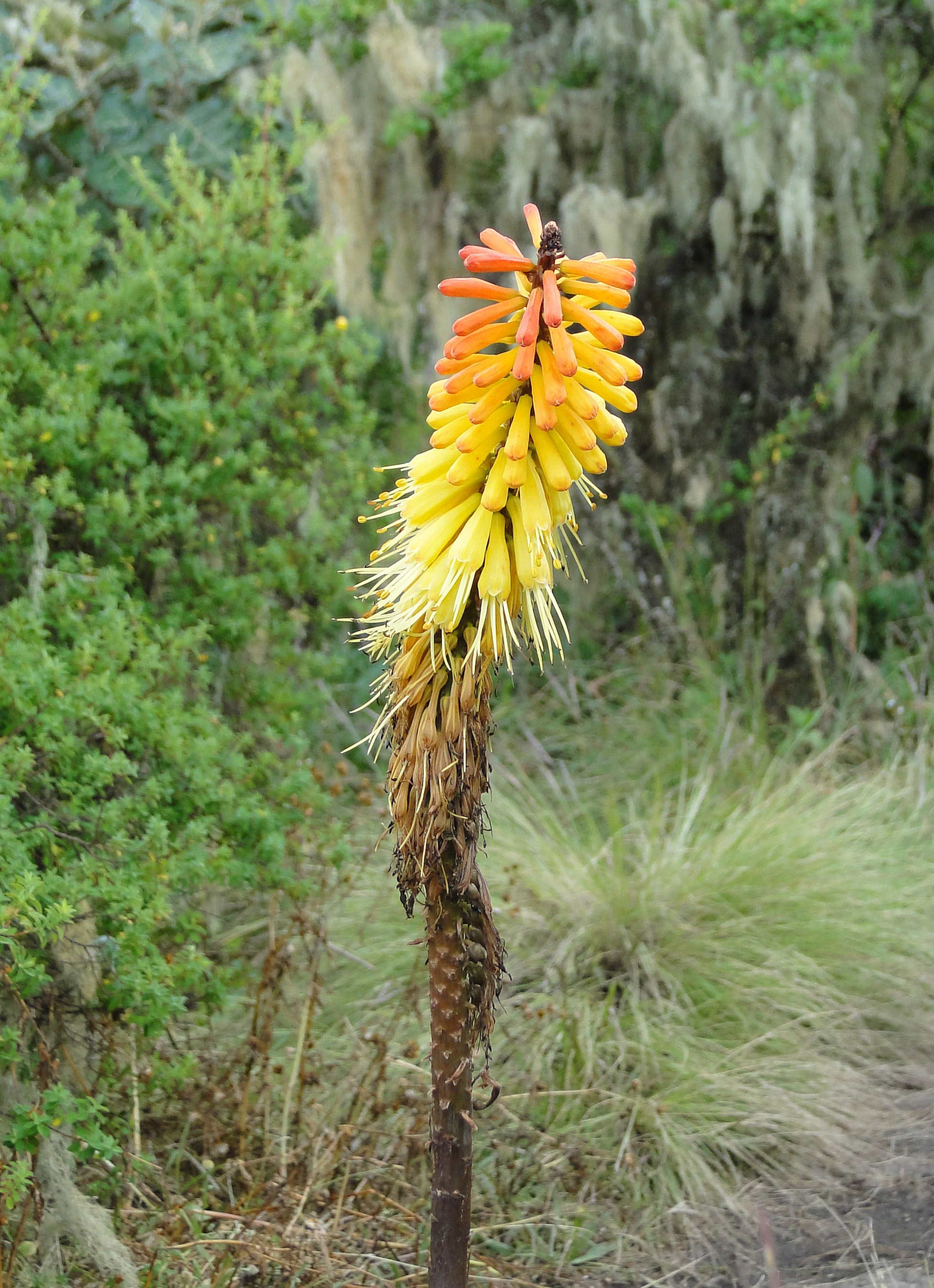